# ۲۳ صفر
۲۳ صفر، بیست و سومین روز از ماه صفر در تقویم هجری قمری است.
در تقویم هجری قمری قراردادی این روز پنجاه و سومین روز سال است.